# Herb gminy Stanin
Herb gminy Stanin – jeden z symboli gminy Stanin, ustanowiony 29 lutego 2008.

## Wygląd i symbolika
Herb przedstawia na tarczy w polu czerwonym błogosławiącego św. Stanisława w pontyfikalnych szatach złotych i srebrnych, w takiejże mitrze, ze złotym pastorałem. Po prawej stronie biskupa widnieje półpostać wskrzeszanego Piotrowina srebrna, po lewej zaś srebrna chustka przewiązana w koło ze zwisającymi końcami.  Postać św. Stanisława nawiązuje do nazwy gminy. Stanin należy do nazw dzierżawczych i pochodzi od słowa „Stan” – skróconego imienia Stanisław. Jednym ze sposobów przedstawienia świętego Stanisława w ikonografii jest ukazanie sceny wskrzeszania Piotrowina. Skręcona chusta pochodzi z herbu Nałęcz właścicieli Stanina – Jarczewskich.